# Conchita Wurst
Thomas „Tom“ Neuwirth (* 6. listopadu 1988, Gmunden, Rakousko) je rakouský zpěvák a drag queen, vystupující jako vousatá zpěvačka Conchita Wurst. Ta v květnu 2014 zvítězila na Eurovision Song Contest 2014 v Kodani, když se soutěžní písní Rise Like a Phoenix získala 290 bodů. Zpívala i v Organizaci spojených národů či Evropském parlamentu, vystoupila na předávání amerických Zlatých glóbů a v srpnu 2015 zahájila pražský Prague Pride.

## Život a kariéra
Thomas se narodil v rakouském Gmundenu.

### Tom Neuwirth (2006–2007)
V roce 2006 se zúčastnil třetí řady pěvecké reality-show Starmania na ORF. Obsadil druhé místo za Nadine Beiler. O rok později založil čtyřčlenný boyband Jetzt Anders!, který se však zanedlouho rozpadl.

### Conchita Wurst (2011–)
V roce 2011 Tom po dokončení školy (Höhere Lehranstalt für Mode und Bekleidungstechnik) ve Štýrském Hradci vytvořil postavu Conchity Wurst, charakteristické svým femininním vzezřením kontrastujícím s hustými vousy. Skrze ní chce "poukázat na netoleranci k odlišnostem". Pseudonym „Wurst“ si Neuwirth dle svých slov vzal z německého úsloví „Das ist mir Wurst“ („Je mi to buřt.“), tedy otevřenost odlišnosti. V této roli se zúčastnil talentové soutěže Die große Chance, v níž získal šesté místo.
O rok později Conchita obsadila druhé místo v národním kole Rakouska do Eurovision Song Contest, porazilo ji duo Trackshittaz. Následně se Conchita objevila v reality-show The Hardest Jobs of Austria a Wild Girls.
V roce 2014 rakouská veřejnoprávní televize nominovala Conchitu jako reprezentantku na Eurovizi, což vzbudilo rozporuplné reakce nejen v Rakousku, ale také v konzervativním Rusku a Bělorusku, kde jsou homosexualita a transsexualita vnímány značně negativně. Petice se ale objevily i v Rakousku.
Dne 10. května 2014 Conchita s písní „Rise Like a Phoenix“ se ziskem 290 bodů zvítězila na mezinárodním finále Eurovize v Kodani. Obdržela nejen nejvyšší bodová ohodnocení z třinácti zemí, ale i body z jižní a východní Evropy, čímž se předem ohlášený bojkot porot konzervativních států nepotvrdil.
V únoru 2017 v rozhovoru pro německý deník Die Welt Neuwirth uvedl, že s rolí Conchity Wurst skončí, neboť s ní již dosáhl všeho, čeho dosáhnout chtěl. Oznámil záměr vytvořit novou roli. Pro rok 2017 však ještě avizoval vydání posledního alba Conchity.
V roce 2018 na svém Instagramu přiznal, že už hodně let je HIV pozitivní.

## Diskografie

### Singly
| Rok  | Název                          | Nejvyšší pozice v žebříčcích | Nejvyšší pozice v žebříčcích | Nejvyšší pozice v žebříčcích | Nejvyšší pozice v žebříčcích | Nejvyšší pozice v žebříčcích | Nejvyšší pozice v žebříčcích | Nejvyšší pozice v žebříčcích | Nejvyšší pozice v žebříčcích | Nejvyšší pozice v žebříčcích | Nejvyšší pozice v žebříčcích | Certifikace          | Album    |
| Rok  | Název                          | AUT                          | BEL (Vl)                     | BEL (Wa)                     | DEN                          | GER                          | IRE                          | NL                           | SWE                          | SWI                          | UK                           | Certifikace          | Album    |
| ---- | ------------------------------ | ---------------------------- | ---------------------------- | ---------------------------- | ---------------------------- | ---------------------------- | ---------------------------- | ---------------------------- | ---------------------------- | ---------------------------- | ---------------------------- | -------------------- | -------- |
| 2011 | Unbreakable                    | 32                           | —                            | —                            | —                            | —                            | —                            | —                            | —                            | —                            | —                            |                      | —        |
| 2012 | That's What I Am               | 12                           | —                            | —                            | —                            | —                            | —                            | —                            | —                            | —                            | —                            |                      | —        |
| 2014 | Rise Like a Phoenix            | 1                            | 8                            | 19                           | 6                            | 5                            | 10                           | 3                            | 27                           | 2                            | 17                           | - IFPI AUT: Platinum | Conchita |
| 2014 | Heroes                         | 4                            | 80                           | 47                           | —                            | 113                          | —                            | —                            | —                            | —                            | —                            |                      | Conchita |
| 2015 | You Are Unstoppable            | 13                           | 79                           | 129                          | —                            | 67                           | —                            | —                            | —                            | —                            | —                            |                      | Conchita |
| 2015 | Firestorm/Colours of Your Love | 45                           | —                            | —                            | —                            | —                            | —                            | —                            | —                            | —                            | —                            |                      | Conchita |

#### Jako host
| Rok  | Název                                     | Album |
| ---- | ----------------------------------------- | ----- |
| 2014 | My Lights (Axel Wolph ft. Conchita Wurst) | —     |

## Fotogalerie

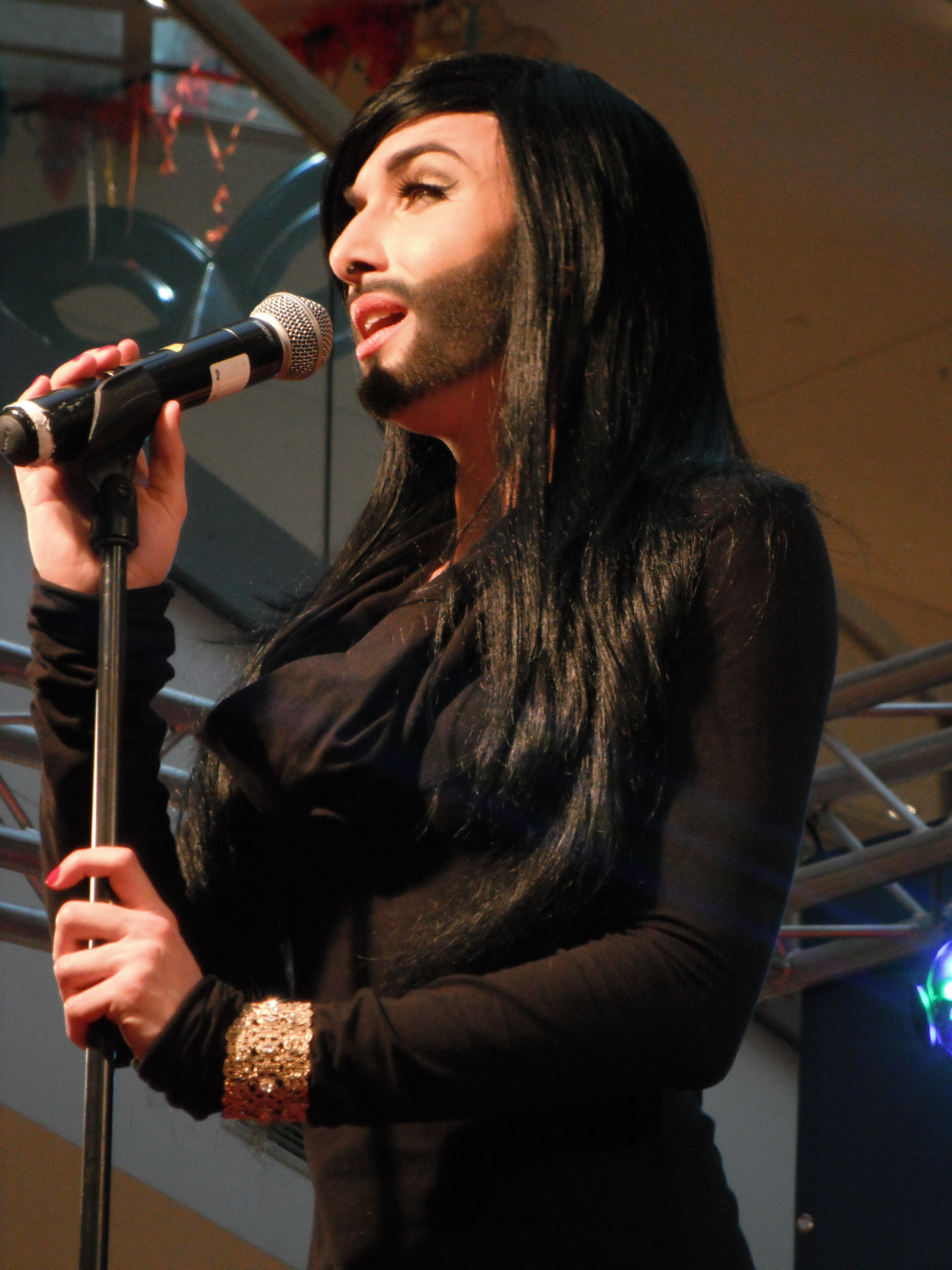
Conchita Wurst (2012)
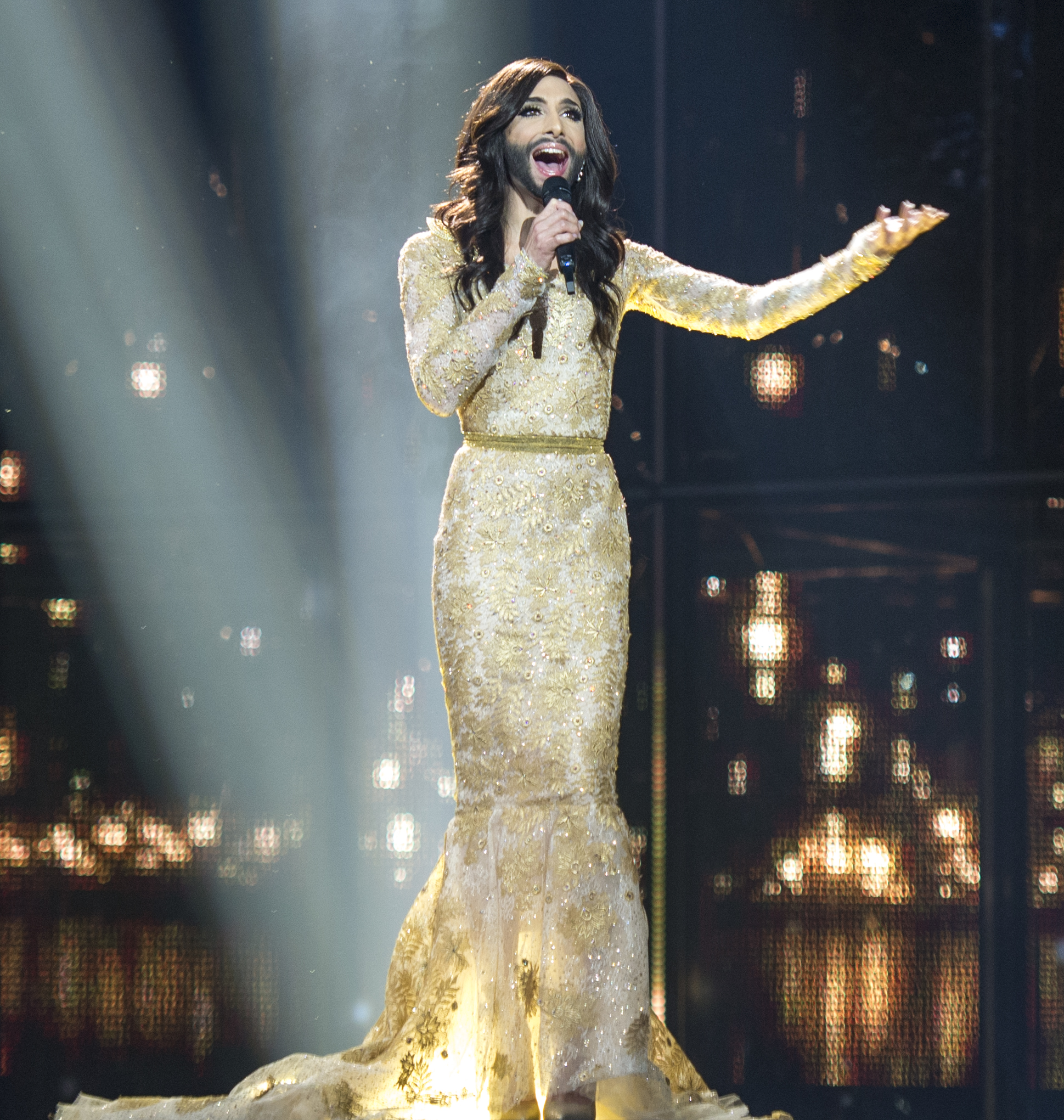
Conchita Wurst na Eurovizi 2014
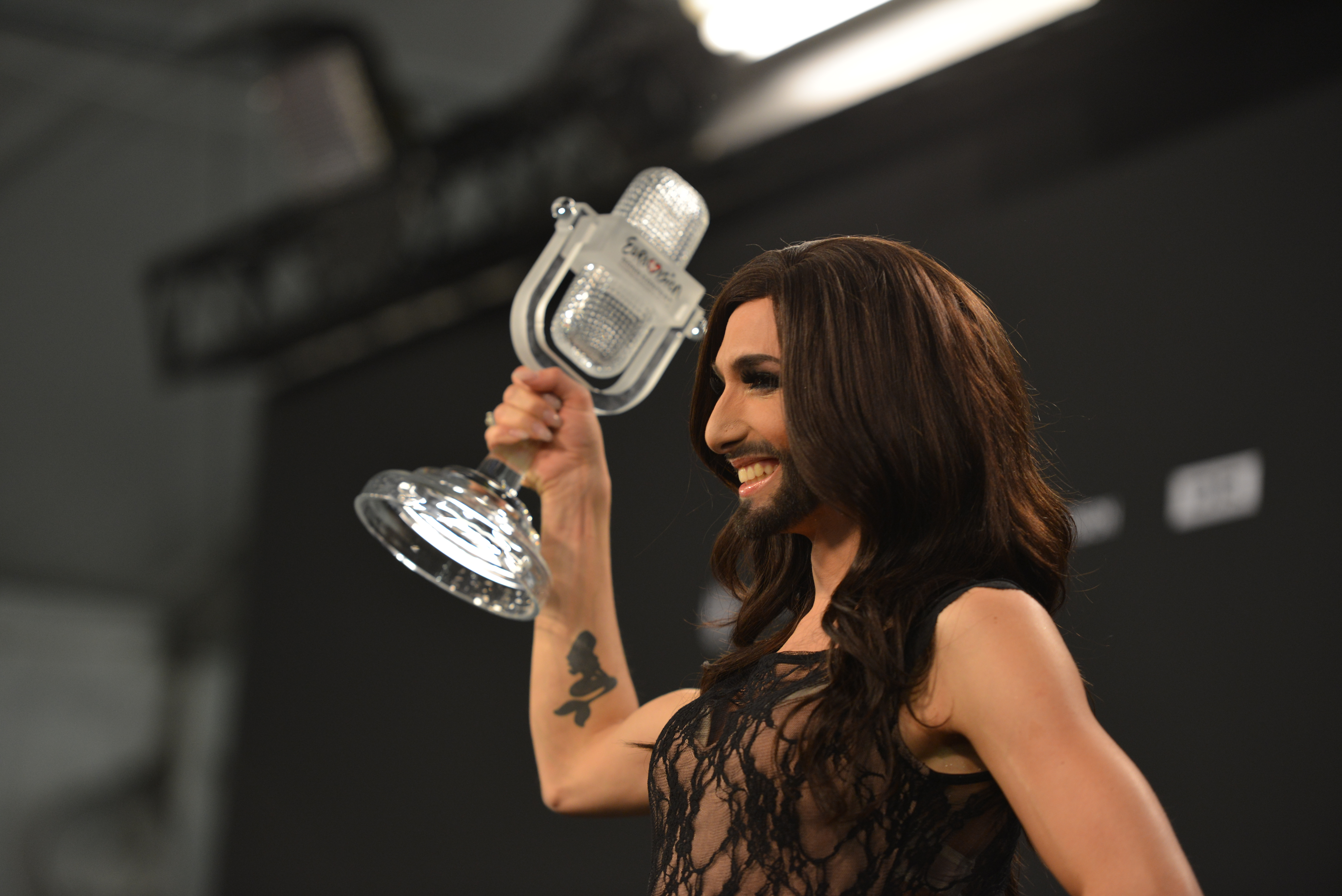
Conchita Wurst po vítězství na Eurovizi 2014 v Kodani